# Álvaro Pérez Florentino
Álvaro Pérez Florentino (San Sebastián, 13 de octubre de 1975) fue un futbolista español. Se desempeñaba en la posición de delantero.

## Trayectoria
Álvaro se formó en la cantera del Athletic Club. En abril de 1995 dio el salto al Bilbao Athletic. El 6 de noviembre de 1996 debutó con el Athletic Club, en una victoria por 0 a 3 ante el Zalla en Copa del Rey. El 15 de enero de 1997 marcó su primer gol con el equipo rojiblanco ante el Villarreal CF en Copa (2-2). Once días después debutó en Primera División sustituyendo a Ziganda en una victoria por 5 a 0 ante el Hércules.
En 1998 fichó por el Aurrera de Vitoria, donde concluyó su etapa profesional en 2003. En total, marcó diecisiete goles en 117 encuentros con el equipo vitoriano. A modo de anécdota, el 5 de septiembre de 1999, fue sustituido por un joven delantero de dieciocho años que debutaba y, pocos minutos después, marcaría su primer gol ante el Amurrio Club. Este futbolista era Aritz Aduriz, que había fichado ese mismo verano procedente del juvenil del Antiguoko.

## Selección nacional
Fue subcampeón de Europa sub-16 con la selección española en 1992.

## Clubes
| Club               | País   | Temporada   |
| ------------------ | ------ | ----------- |
| Bilbao Athletic    | España | 1995 - 1998 |
| Athletic Club      | España | 1996 - 1997 |
| Aurrera de Vitoria | España | 1998 - 2003 |